# Kaiane Aldorino
Kaiane Aldorino (født 8. juli 1986 på Gibraltar) er en britisk model og skønhedsdronning, i 2009 vinder af Miss Gibraltar og senere Miss World.

## Miss World
Kaiane Aldorino der er født og opvokset på Gibraltar og indtil hun blev kronet som Miss World arbejdet på et kontor på St. Bernard's Hospital, er den første deltager fra Gibraltar der er blevet kåret som Miss World. Konkurrencen blev afholdt i Johannesburg, Sydafrika i december 2009. Kort efter at være blevet kronet af forgængeren Ksenija Sukhinova opstod der spontane festligholdelse på Gibraltar, hvor mange gik på gaden for af fejre hende. Menneskemængden viftede med flag og råbte i jubel mens bilerne tudede med deres horn og fyrværkeri blev antændt. Gibraltars førsteminister Peter Caruana hyldede det som et ”fantastisk resultat for hende og for Gibraltar” og lovede hende en sejrsfest en dronning værdig.
Den 15. december 2009 meddelte Gibraltars regering at Kaiane ville blive fløjet til Gibraltar fra London på et privat jetfly den følgende eftermiddag. Den 16. december 2009 udsendte regeringen en pressemeddelelse, hvori begivenhederne ved festligholdelsen af hendes ankomst blev beskrevet. Disse indfattede en offentlig hyldest på Gibraltar lufthavn en parade gennem Main Street, hvor Kaiane vil blive kørt i samme cabriolet, som Prinsesse Diana og prins Charles tidligere havde kørt i under deres bryllupsrejsebesøg i Gibraltar. Den 17. december 2009 gik Gibraltar i stå, da hun kørte ned igennem hovedgaden med musikgarden tilhørende Royal Gibraltar Regiment, og derefter viste sig på rådhusets balkon. Dette blev efterfulgt af en pressekonference og en reception på Rock Hotel. Festlighederne kulminerede med et fyrværkeri fra Gibraltar Havn.
Regeringen anmodede om alle virksomheder på Gibraltar, der med rimelighed kunne gøre om at holde lukket torsdag fra 4 til 6 for at give deres ansatte til at deltage i den festlighederne af Kaiane.